# Гідролокація
Гідролока́ція (рос. гидролокация; англ. sonar; нім. Hydroortung f, Unterwasser[schall]ortung f) – визначення з допомогою звукових хвиль місцезнаходження у воді рухомих і нерухомих об’єктів.
Гідролокація - визначення місця знаходження підводного об'єкта або за звуковими сигналами, що випускаються самим об'єктом (пасивна Г.), або по відбиттю чи розсіюванню від об'єкта спеціально випроміненого звукового сигналу (активна Г.). Об'єктами можуть бути надводний корабель, підводний човен, косяк риб, скеля на дні і ін.
При пасивній Г. (шумопеленгування) напрямок на джерело звуку визначають, досліджуючи просторову структуру звукового поля, створюваного джерелом. При цьому використовуються різн. методи пеленгування: 
- максимальний, коли гостронаправлених гідроакустичну антену розташовують так, щоб прийнятий сигнал був максимальним;
- нульовий, де використовують дві антени, діаграми спрямованості яких так зрушені один щодо одного, щоб сумарна діаграма мала глибокий мінімум, напрям на джерело звуку отримують по мінімуму сигналу від нього; цей спосіб має більшу точність через те, що крутизна діаграм спрямованості антен поблизу нуля істотно більше, ніж поблизу максимуму;
- фазовий, в якому визначають різницю фаз між сигналами, прийнятими двома рознесеними в просторі приймальними антенами;
- кореляційний-різновид фазового, в ньому з вимірювання взаємної кореляції визначають відносний часовий зсув приходу сигналу на два рознесених приймача.

Як правило, використовується комбінація дек. методів, при цьому азимутальний напрямок на об'єкт відповідає виміряним, а для визначення справжнього напрямку по вертикалі слід вводити поправку на рефракцію. Відстань до об'єкту і траєкторію його переміщення можна визначати, вимірюючи напрям на нього з дек. точок, рознесених в просторі.